# Gymnopleurus tristis
Gymnopleurus tristis là một loài bọ cánh cứng trong họ Bọ hung (Scarabaeidae).